# Taumacera
Taumacera es un género de escarabajos de la familia Chrysomelidae. El género fue descrito científicamente primero por Thunberg en 1814. Se encuentran en la región indomalaya. Hay 20 especies africanas, pero posiblemente pertenecen a otro género.
Esta es una lista de especies del género:
- Taumacera costatipennis (Jacoby, 1896)
- Taumacera cyanipennis (Kollar & Redtenbacher, 1848)
- Taumacera dekatevi Reid, 2001
- Taumacera deusta Thunberg, 1814
- Taumacera doisuthepica Kimoto, 1989
- Taumacera drescheri (Weise, 1922)
- Taumacera duri Mohamedsaid, 2001
- Taumacera evi Reid, 1999
- Taumacera fulvicollis (Jacoby, 1881)
- Taumacera gracilicornis (Gressitt & Kimoto, 1963)
- Taumacera laevipennis (Jacoby, 1886)
- Taumacera laosensis Kimoto, 1989
- Taumacera martapurensis Mohamedsaid, 1998
- Taumacera midtibialis Mohamedsaid, 1998
- Taumacera mohamedsaidi Reid, 1999
- Taumacera nigripennis (Jacoby, 1899)
- Taumacera pakistanica Kimoto, 2004
- Taumacera philippina (Weise, 1913)
- Taumacera rufofuscus (Clark, 1865)
- Taumacera subapicalis Mohamedsaid, 1993
- Taumacera sucki (Weise, 1922)
- Taumacera tibialis Mohamedsaid, 1994
- Taumacera warisan Mohamedsaid, 1998
- Taumacera zhenzhuristi (Ogloblin, 1936)